# Samsun Büyükşehir Belediyesi Anakent Spor Kulübü
O Samsun Büyükşehir Belediyesi Anakent Spor Kulübü, conhecido também apenas como Samsun BŞB Anakent, é um clube de basquetebol baseado em Samsun, Turquia que atualmente disputa a TBL. Manda seus jogos no Ginásio Esportivo Yaşar Doğu com capacidade para 1.700 espectadores.
O clube mantém equipes femininas de voleibol e basquetebol.

## Histórico de Temporadas
| Temporada | Nível | Liga | Pos. | J     | PL   | Resultado          |
| --------- | ----- | ---- | ---- | ----- | ---- | ------------------ |
| 1995-96   | 2     | D2   | 14   |       |      |                    |
| 1996-97   | 2     | D2   | 15   |       |      | Rebaixado          |
| 1997-98   | 3     | D3   | 1    |       |      | Promovido          |
| 1998-99   | 2     | D2   |      |       |      |                    |
| 1999-00   | 2     | D2   | 5    |       |      |                    |
| 2000-01   | 2     | D2   | 2    | 17-5  |      | Promovido          |
| 2001-02   | 2     | D2   | 1    | 6-1   |      |                    |
| 2004-05   | 2     | TB2L | 1    | 15-1  | 10-4 | Promovidofinalista |
| 2012-13   | 3     | TB3L | 5    | 3-7   |      |                    |
| 2013-14   | 3     | TB3L | 4    | 5-5   |      |                    |
| 2015-16   | 3     | TB2L | 1    | 21-1  | 4-2  | Promovido campeão  |
| 2016-17   | 2     | TBL  | 9    | 19-15 |      |                    |
| 2017-18   | 2     | TBL  | 18   | 6-28  |      | Rebaixado          |

- fonte:eurobasket.com

### Títulos
Terceira divisão
- Campeão (1):2015-16